# Чемпіонат України з легкої атлетики в приміщенні 2017
Чемпіонат України з легкої атлетики в приміщенні 2017 серед дорослих був проведений 17-19 лютого в Сумах в манежі Сумського державного університету. Одночасно визначались чемпіони з багатоборських дисциплін у межах окремого чемпіонату.

## Призери

### Чоловіки
| Дисципліни                  | Золото                                                                              | Золото  | Срібло                                                                               | Срібло  | Бронза                                                                             | Бронза  |
| --------------------------- | ----------------------------------------------------------------------------------- | ------- | ------------------------------------------------------------------------------------ | ------- | ---------------------------------------------------------------------------------- | ------- |
| 60 метрів                   | Володимир Супрун Сумська область                                                    | 6,75    | Роман Кравцов Запорізька область                                                     | 6,80    | Соколов Олександр Миколаївська область                                             | 6,81    |
| 200 метрів (поза програмою) | Юрій Сторож Сумська область                                                         | 21,98   | Ростислав Шелесько Житомирська область                                               | 22,25   | Олексій Рємєнь Запорізька область                                                  | 22,34   |
| 400 метрів                  | Віталій Бутрим Сумська область                                                      | 47,53   | Євген Гуцол Волинська область                                                        | 47,58   | Данило Даниленко Волинська область                                                 | 48,17   |
| 800 метрів                  | Станіслав Сеник Івано-Франківська область                                           | 1.53,07 | Олександр Карпенко Київська область                                                  | 1.53,33 | Дмитро Ніколайчук Київ                                                             | 1.53,83 |
| 1500 метрів                 | Юрій Кіщенко Одеська область                                                        | 3.48,40 | Станіслав Маслов Житомирська область                                                 | 3.48,41 | Володимир Киц Київська область                                                     | 3.48,60 |
| 3000 метрів                 | Володимир Киц Київська область                                                      | 8.03,65 | Іван Стребков Тернопільська область                                                  | 8.05,51 | Станіслав Маслов Житомирська область                                               | 8.06,74 |
| 60 метрів з бар'єрами       | Сергій Копанайко Київ                                                               | 7,88    | Артем Шаматрин Київ                                                                  | 7,90    | Олексій Касьянов Запорізька область                                                | 7,93    |
| 3000 метрів з перешкодами   | Роман Ростикус Львівська область                                                    | 8.49,45 | Костянтин Коляда Львівська область                                                   | 8.49,68 | Василь Коваль Житомирська область                                                  | 8.51,98 |
| 4×400 метрів                | Сумська областьОлексій Поздняков Віталій Бутрим Ярослав Демченко Михайло Тютюнников | 3.13,78 | Волинська областьЄвген Гуцол Данило Даниленко Олександр Пенькало Анатолій Синянський | 3.17,46 | Дніпропетровська областьМикола Дем'яненко Дмитро Руденко Сергій Драч Юрій Баранцов | 3.19,28 |
| Стрибки у висоту            | Андрій Ковальов Херсонська область                                                  | 2,22    | Віктор Лонський Житомирська область                                                  | 2,19    | Дмитро Яковенко Кіровоградська областьОлександр Баранніков Житомирська область     | 2,15    |
| Стрибки з жердиною          | Владислав Малихін Київська область                                                  | 5,40    | Іван Єрьомін Дніпропетровська область                                                | 5,00    | Владислав Мандич Харківська область                                                | 5,00    |
| Стрибки у довжину           | Сергій Никифоров Київська область                                                   | 7,86    | Богдан Єгоров Донецька область                                                       | 7,71    | Владислав Мазур Житомирська область                                                | 7,68    |
| Потрійний стрибок           | Олександр Малосілов Донецька область                                                | 16,32   | Віктор Кузнєцов Київська область                                                     | 16,29   | Павло Безніс Харківська область                                                    | 16,04   |
| Штовхання ядра              | Віктор Самолюк Київська область                                                     | 19,16   | Ігор Мусієнко Сумська область                                                        | 18,58   | Микола Багач Київська область                                                      | 17,94   |
| Семиборство                 | Василь Іваницький Львівська область                                                 | 5820    | Руслан Малогловець Дніпропетровська область                                          | 5330    | Валентин Олійник Черкаська область                                                 | 5078    |

### Жінки
| Дисципліни                  | Золото                                                                     | Золото   | Срібло                                                                             | Срібло   | Бронза                                                                              | Бронза   |
| --------------------------- | -------------------------------------------------------------------------- | -------- | ---------------------------------------------------------------------------------- | -------- | ----------------------------------------------------------------------------------- | -------- |
| 60 метрів                   | Олеся Повх Запорізька область                                              | 7,15     | Вікторія Кащеєва Донецька область                                                  | 7,40     | Марія Мокрова Київ                                                                  | 7,54     |
| 200 метрів (поза програмою) | Аліна Калістратова Харківська область                                      | 24,75    | Анастасія Шишняк Сумська область                                                   | 25,02    | Єлізавета Бабій Запорізька область                                                  | 26,02    |
| 400 метрів                  | Ольга Бібік Київ                                                           | 53,09    | Ольга Ляхова Полтавська область                                                    | 53,42    | Тетяна Мельник Київ                                                                 | 53,80    |
| 800 метрів                  | Анастасія Лебідь Дніпропетровська область                                  | 2.08,40  | Наталія Пироженко Донецька область                                                 | 2.09,02  | Орися Дем'янюк Львівська область                                                    | 2.09,56  |
| 1500 метрів                 | Анастасія Ткачук Запорізька область                                        | 4.16,17  | Олена Сідорська Донецька область                                                   | 4.17,13  | Марія Шаталова Житомирська область                                                  | 4.27,68  |
| 3000 метрів                 | Вікторія Хапіліна Рівненська область                                       | 9.20,95  | Марія Шаталова Житомирська область                                                 | 9.20,99  | Наталія Стребкова Тернопільська область                                             | 9.27,09  |
| 60 метрів з бар'єрами       | Анна Плотіцина Харківська область                                          | 8,03     | Олена Яновська Вінницька область                                                   | 8,34     | Ганна Чубковцова Київ                                                               | 8,41     |
| 3000 метрів з перешкодами   | Оксана Райта Львівська область                                             | 10.16,70 | Ганна Печко Дніпропетровська область                                               | 10.46,57 | Ірина Племянник Львівська область                                                   | 11.03,51 |
| 4×400 метрів                | Вінницька областьДжойс Коба Марія Черкас Юлія Чехівська Олена Колесніченко | 3.44,31  | Донецька областьАліна Логвиненко Вікторія Ткачук Олена Сідорська Наталія Пироженко | 3.46,92  | Дніпропетровська областьАнастасія Лебідь Соломія Куприч Дарія Ставнича Юлія Шаповал | 3.48,51  |
| Стрибки у висоту            | Оксана Окунєва Миколаївська область                                        | 1,94     | Юлія Чумаченко Миколаївська область                                                | 1,89     | Юлія Левченко Київ                                                                  | 1,89     |
| Стрибки з жердиною          | Марина Килипко Харківська область                                          | 4,50     | Яна Гладійчук Київ                                                                 | 4,20     | Юлія Максименко Дніпропетровська область                                            | 3,80     |
| Стрибки у довжину           | Марина Бех Хмельницька область                                             | 6,64     | Анна Венгрус Харківська область                                                    | 6,27     | Аліна Шух Київська область                                                          | 6,07     |
| Потрійний стрибок           | Ольга Саладуха Донецька область                                            | 14,02    | Руслана Цихоцька Чернівецька область                                               | 13,31    | Дар'я Дьяченко Дніпропетровська область                                             | 12,97    |
| Штовхання ядра              | Ольга Голодна Київська область                                             | 16,22    | Анна Самолюк Київська область                                                      | 15,60    | Світлана Марусенко Черкаська область                                                | 15,60    |
| П'ятиборство                | Рімма Гордієнко Дніпропетровська область                                   | 4108     | Ася Бардіс Харківська область                                                      | 3787     | Вікторія Кириленко Київська область                                                 | 3419     |

## Онлайн-трансляція
- День 1 (ранкова сесія) на YouTube
- День 1 (вечірня сесія) на YouTube
- День 2 (ранкова сесія) на YouTube
- День 2 (вечірня сесія) на YouTube
- День 3 на YouTube